# Bitínic
Bitínic (llatí: Bithynicus) era un cognomen usat pels Pompeis o Pompeus (gens Pompeii), una família romana d'origen plebeu. Els principals personatges amb aquest nom van ser:
- Quint Pompeu Bitínic, cap pompeià
- Aule Pompeu Bitínic, governador de Sicília.
- Clodi Bitínic, notable de Perusa.